# Tramlijn Zutphen - Eefde
De tramlijn Zutphen – Eefde was een paardentram van Zutphen naar Eefde. De lijn werd aangelegd tussen 1889 en 1890 door de Gorsselsche Paardentramweg-Maatschappij en was oorspronkelijk bedoeld om te worden doorgetrokken naar Gorssel. In 1919 werd de lijn gesloten en vervolgens opgebroken.

## Materieel
| Serie | Bouwjaar | Fabrikant      | Opmerkingen                                                            |
| ----- | -------- | -------------- | ---------------------------------------------------------------------- |
| 1     | 1889     | Beijnes        | Dit gesloten rijtuig kende 12 zitplaatsen. Afvoer vond plaats in 1919. |
| 2     | 1889     | Beijnes        | Open rijtuig met 24 zitplaatsen. Afvoer vond plaats in 1919.           |
| 3     | 1896     | Métallurgiques | Gesloten rijtuig met 16 zitplaatsen. Afvoer vond plaats in 1919.       |
| 4     | 1896     | Métallurgiques | Open met 24 zitplaatsen. Afvoer vond plaats in 1919.                   |